# District de l'Overberg
Pour les articles homonymes, voir Overberg.
Le district de l'Overberg (en anglais : Overbergen District Municipality) est un district municipal d'Afrique du Sud, situé au sud de la province du Cap-Occidental. Sa capitale est Bredasdorp.
Il est divisé en quatre municipalités locales et en zones de gestion (District Management Areas en anglais).
Les langues les plus communément parlées par les 258 176 habitants sont l’afrikaans (70,3 %), le Xhosa (17,9 %) et l’anglais sud-africain (6,8 %).

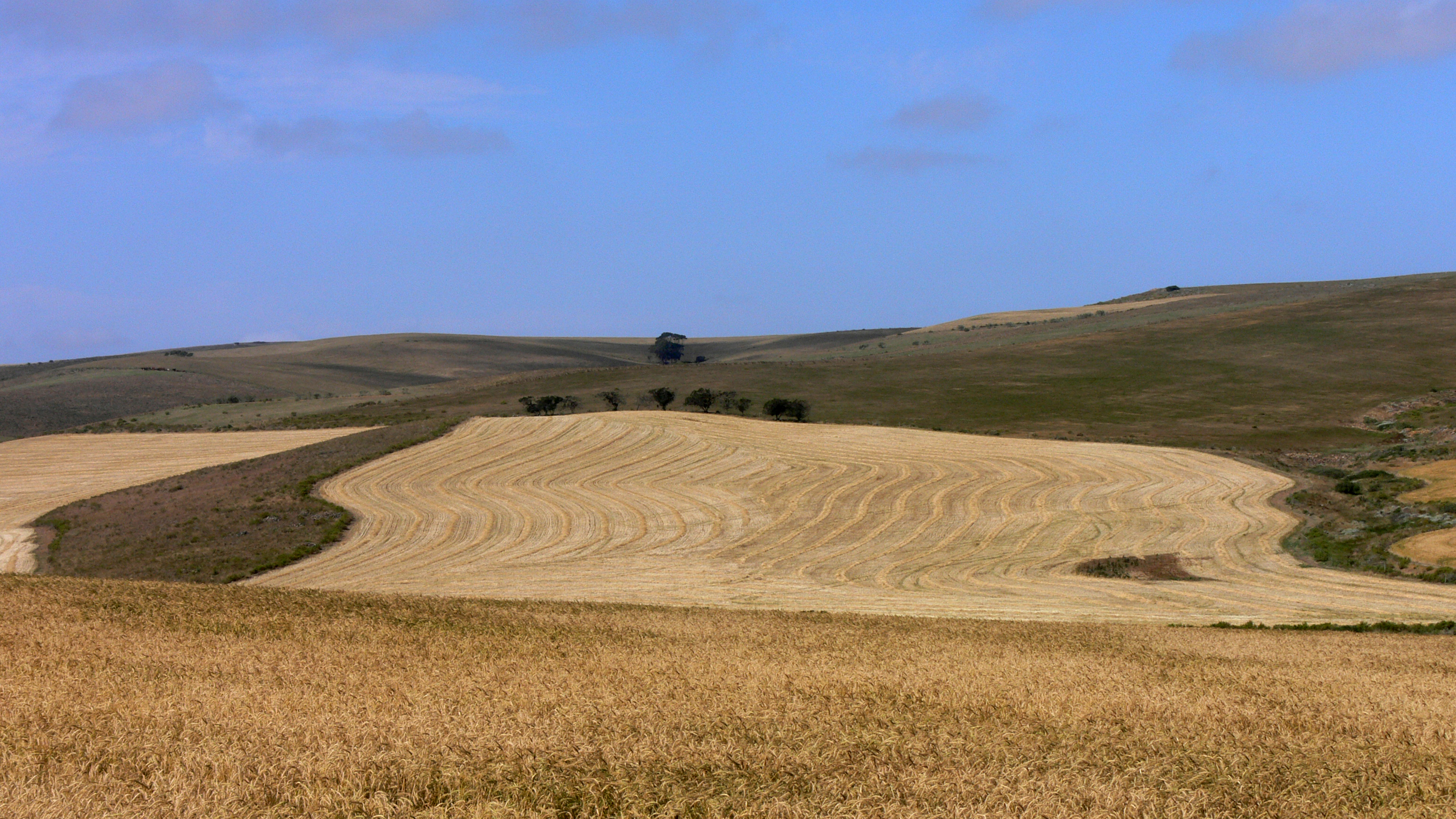
Champs de blé près de Bredasdorp, district d'Overberg, Afrique du Sud

## Municipalités locales

carte des municipalités locales du district.

Le district regroupe les municipalités locales suivantes :
| Nom             | Siège      | Population (2011) | Superficie (km2) | Densité (hab./km2) |
| --------------- | ---------- | ----------------- | ---------------- | ------------------ |
| Theewaterskloof | Caledon    | 108 790           | 3 232            | 33,7               |
| Overstrand      | Hermanus   | 80 432            | 1 708            | 47,1               |
| Cape Agulhas    | Bredasdorp | 33 038            | 3 467            | 9,5                |
| Swellendam      | Swellendam | 35 916            | 3 835            | 9,4                |
| Total           | Total      | 258 176           | 12 241           | 21,1               |

## Principales villes
Les principales villes et localités de l'Overberg sont Grabouw, Caledon, Hermanus, Bredasdorp et Swellendam.
On y trouve aussi le Cap des Aiguilles.

## Démographie (2011)
| Langage                         | Population | %    |
| ------------------------------- | ---------- | ---- |
| Afrikaans                       | 176 037    | 70,3 |
| Xhosa                           | 44 857     | 17,9 |
| Anglais                         | 17 123     | 6,8  |
| Sotho                           | 5 377      | 2,1  |
| Tswana                          | 1 002      | 0,4  |
| Langue des signes sud-africaine | 675        | 0,3  |
| Zoulou                          | 629        | 0,3  |
| Ndebele                         | 462        | 0,2  |
| Northern Sotho                  | 229        | 0,1  |
| Tsonga                          | 211        | 0,1  |
| Venda                           | 129        | 0,1  |
| Swazi                           | 88         | 0,0  |
| Autres                          | 3 574      | 1,4  |
| Total                           | 250 393    |      |
| Non applicable                  | 7 781      |      |

| Groupe         | Population | %    |
| -------------- | ---------- | ---- |
| Coloured       | 139 825    | 54,2 |
| Noirs          | 66 151     | 25,6 |
| Blancs         | 48 692     | 18,9 |
| Indo-asiatique | 816        | 0,3  |
| Autres         | 2 692      | 1,0  |
| Total          | 258 176    |      |

| Sexe     | Population | %    |
| -------- | ---------- | ---- |
| Masculin | 129 370    | 50,1 |
| Féminin  | 128 806    | 49,9 |
| Total    | 258 176    |      |

| Âge   | Population | %   |
| ----- | ---------- | --- |
| 0–4   | 22 804     | 8,8 |
| 5–9   | 19 696     | 7,6 |
| 10–14 | 19 634     | 7,6 |
| 15–19 | 19 863     | 7,7 |
| 20–24 | 22 349     | 8,7 |
| 25–29 | 25 325     | 9,8 |
| 30–34 | 20 040     | 7,8 |
| 35–39 | 19 052     | 7,4 |
| 40–44 | 18 159     | 7,0 |
| 45–49 | 15 756     | 6,1 |
| 50–54 | 13 314     | 5,2 |
| 55–59 | 10 674     | 4,1 |
| 60–64 | 9 983      | 3,9 |
| 65–69 | 7 935      | 3,1 |
| 70–74 | 6 012      | 2,3 |
| 75–79 | 3 758      | 1,5 |
| 80–84 | 2 181      | 0,8 |
| 85+   | 989        | 0,4 |
| Total | 258 176    |     |

## Politique
Le conseil de district comprend 21 conseillers dont neuf sont élus au scrutin proportionnel sur liste et douze nommés par les conseils municipaux des municipalités locales (cinq par le conseil municipal de Theewaterskloof, quatre par celui d'Overstrand, deux par celui de Cape Agulhas et un par celui de Swellendam).
Le district est un bastion de l'Alliance démocratique qui a renforcé sa majorité lors des élections municipales sud-africaines de 2016.

### Liste des maires
| Maires depuis 2000         | Parti politique | Terme            |
| -------------------------- | --------------- | ---------------- |
|                            | DA              | 2000-2002        |
|                            | NNP puis ANC    | 2002-2006        |
| J.J. Januarie              | ID              | 2006-2008        |
| Maurencia Gillion          | ANC             | 2008-2010        |
| Administration provinciale | DA              | 2010-2011        |
| Lincoln de Bruyn           | DA              | 2011-2016        |
| Andries Franken            | DA              | Depuis aout 2016 |